# 桂元盛
桂 元盛（かつら もともり）は、戦国時代から江戸時代前期にかけての武将。毛利氏の家臣。通称は源右衛門尉。桂元澄の六男。母は志道広良の娘。兄に元延、元貞、元親、景信、広繁がいる。従兄である桂元次の後を継ぐ。『桂岌円覚書』の著者。

## 生涯
天文16年 （1547年）、または、天文17年（1548年）に毛利氏の重臣・桂元澄の六男として生まれ、従兄の桂元次の婿養子として後を継いだ。
元亀元年（1570年）、毛利輝元は尼子勝久攻めのために出雲国へ出陣し、これに元盛も従軍した。同年8月、元就が吉田郡山城において重病に罹ったとの急報が出雲国島根郡に在陣していた輝元らにもたらされたため、輝元は小早川隆景と共に毛利軍の主力を率いて安芸国に帰国することとなった。出雲国には吉川元春や宍戸隆家らが残り、元盛は志道元良と共に出雲国鴟ノ巣城の城将として守備についた。
天正3年（1575年）1月1日の備中国吉城（手要害）攻めでは毛利輝元の軍に属し、元盛の家臣である硑意入道が首級1つを得る武功を挙げている。
天正7年（1579年）、毛利氏から離反した宇喜多直家との戦いにおいては備中国賀屋郡の四畝忍山城攻めに参加した。忍山城陥落後には忍山城付近の鎌倉山に付城を築き、備中国人の野山益朝と共に鉄砲衆を率いて付城に入った。
天正8年（1580年）に毛利氏が備前国に進出して、宇喜多直家に属する虎倉城主・伊賀久隆と戦い大敗北を喫した。この加茂崩れと呼ばれる戦いの後、毛利氏は備前勝山城を築き、伊賀氏に備えた。その際に元盛は城代として入城し、赤川元之、岡元良、竹井直定らと備前勝山城を守り、備中国の情勢を窺った。
天正10年（1582年）に伊賀久隆が不慮の死を遂げると、その一報を毛利輝元に報告。そして久隆の嫡男・家久が毛利氏に降ると、家久を勝山城に配した。
慶長5年（1600年）の関ヶ原の戦い、慶長20年（1615年）の大坂の陣が終結し、元和偃武が成った後の元和8年（1622年）に『桂岌円覚書』を記した。これは岩国領の森脇春方が記した『森脇覚書』に対抗すべく、大永3年（1523年）の鏡山城の戦いから、慶長2年（1597年）の文禄の役までの歴史を記した覚書である。これは当時を知る貴重な二次史料で、『閥閲録』と共に、戦国期の毛利氏の活動を知る有力な資料となっている。また、この『桂岌円覚書』を根本として、吉川家の『二宮覚書』と『森脇覚書』、宍戸元続や岡元良ら古老の説話、若干の古文書や古記録等を参考として、輝元の祐筆である小田木工助が『老翁物語』を寛永元年（1624年）に記した。
寛永14年（1637年）7月24日に死去。享年は90、または、91。